# Dois Centenários
Os Dois Centenários (chinês: 两个一百年) são um conjunto de metas desenvolvidas e estabelecidas pelo secretário-geral Xi Jinping no 18º Congresso Nacional do Partido Comunista da China, realizado em 2012. É dito que essas metas são o fundamento básico para se alcançar o "Sonho Chinês", outra ideologia desenvolvida por Xi.
O conceito foi articulado pela primeira vez no 15º Congresso do Partido, realizado em 1997, durante o mandato do então Secretário-Geral do Partido, Jiang Zemin. No entanto, além dos pronunciamentos ocasionais em publicações partidárias, esse conceito não foi amplamente discutido novamente até que Xi assumiu a liderança do partido em 2012. Desde então, tornou-se uma parte importante dos slogans partidários, frequentemente recitados em noticiários, em conferências e sessões de treinamento para oficiais do partido.
Os "centenários" referem-se a dois aniversários de 100 anos. São eles:
- O centenário da fundação do Partido Comunista da China em 2021, ponto em que uma sociedade moderadamente próspera (xiǎokāngshèhuì) teria sido completamente alcançada. Embora o termo "xiǎokāng" – que significa aproximadamente "moderadamente bem-abastado" – seja relativamente abstrato, com raízes tanto no confucionismo quanto na ideologia socialista, o partido delineou isso na forma de termos quantitativos bastante objetivos: uma duplicação dos números da renda per capita de 2010 (US$ 4.560,51).[1]
- O centenário da fundação da República Popular da China em 2049, quando a China deverá se tornar "um país socialista forte, democrático, civilizado, harmonioso e moderno".[3]

Um colunista da The Diplomat, uma revista que cobre questões contemporâneas da Ásia-Pacífico, sugeriu que a ênfase de Xi nessas metas fornece critérios objetivos de avaliação para o desempenho do Partido Comunista antes de sua saída do cargo, e que atingir esses objetivos será um teste importante para a legitimidade do domínio do Partido Comunista no país.